# Fernanda Torres
Fernanda Pinheiro Torres OMC (Rio de Janeiro, 15 de setembro de 1965) é uma atriz, escritora, cronista e roteirista brasileira. Filha dos atores Fernanda Montenegro e Fernando Torres, ela é reconhecida como uma das artistas mais influentes, versáteis e premiadas do Brasil. Com uma sólida carreira que abrange o teatro, o cinema, a televisão e a literatura, Torres tornou-se uma figura central na cultura brasileira contemporânea, destacando-se em papéis de produções dramáticas e cômicas.
Fernanda debutou como atriz aos treze anos e, aos quarenta, como escritora. Na sua longa trajetória teatral, destaca-se, entre outros, o monólogo A Casa dos Budas Ditosos, baseado no romance homônimo de João Ubaldo Ribeiro, que estreou em 2003, lhe rendeu prêmios, foi visto por mais de dois milhões de espectadores e ainda continua em cartaz, devido ao imenso sucesso. No cinema, estreou aos 16 anos de idade, em Inocência, de Walter Lima Junior, trabalhou com diretores como Walter Salles, com quem realizou Terra Estrangeira, em 1994, O Primeiro Dia, em 1996 e Ainda Estou Aqui em 2024; e Andrucha Waddington, com quem é casada e realizou Casa de Areia, de 2005.
Na televisão, participou de produções icônicas, como as séries Os Normais e Tapas & Beijos, produzidos pela TV Globo, que lhe renderam imensa popularidade. Como apresentadora, desenvolveu o projeto Minha Estupidez e Bicho Homem para a televisão, e o podcast A Playlist da Minha Vida, como entrevistadora e roteirista, na plataforma Deezer. Em 2007, começou a escrever para jornais e revistas como cronista. Lançou seu primeiro romance em 2014, Fim, que vendeu mais de 200 mil exemplares e foi traduzido para sete países. Em 2017, publicou A Glória e Seu Cortejo de Horrores, ambos pela editora Companhia das Letras. Fernanda escreveu roteiros de cinema e televisão e adaptou sua obra, Fim, para uma minissérie de 10 capítulos para a Globoplay.
Recebeu vários prêmios e indicações, notadamente seis nomeações ao Prêmio Grande Otelo, um Prêmio APCA, dois Prêmios Guarani, quatro Prêmios Qualidade Brasil, uma nomeação ao Troféu Imprensa, uma nomeação ao Prêmio Jabuti e ao Globo de Ouro, vencendo este último na categoria de Melhor Atriz em filme – drama por ter interpretado Eunice Paiva em Ainda Estou Aqui, sendo a primeira mulher latino-americana, lusófona e brasileira a vencer o prêmio; pelo mesmo papel, também ganhou o Prêmio Satellite, o Prêmio Platino e foi indicada ao Oscar de Melhor Atriz, tornando-se, junto com sua mãe, as únicas brasileiras indicadas ao prêmio e a primeira dupla mãe e filha a ser indicada para a categoria de Melhor Atriz desde Judy Garland e Liza Minnelli. Em 1986, também foi a primeira atriz brasileira a vencer o prêmio de Melhor Atriz no 39° Festival de Cannes, pelo seu trabalho no filme Eu Sei que Vou Te Amar.

## Juventude

Fernando Torres e Fernanda Montenegro em 1972, os pais de Fernanda Torres

Fernanda nasceu em 15 de setembro de 1965, na cidade do Rio de Janeiro. Filha dos atores Fernanda Montenegro e Fernando Torres, cresceu tendo contato direto com o teatro e aos 13 anos de idade, entrou para o Tablado, tradicional espaço de formação de atores.
Cursou o primário no Instituto Souza Leão, escola de ensino experimental dos anos 70. Porém, concluiu o ensino médio no Colégio São Vicente de Paulo, uma das escolas católicas mais tradicionais do Rio de Janeiro, onde encerrou seus estudos logo após o vestibular, pois já sabia que queria ser atriz.
Nos anos de 1970, aos finais de semana Fernanda e seu irmão costumavam migrar do Jardim Botânico onde moravam para passar dias na casa de seus tios paternos residentes na rua Padre Elias Gorayeb, na Tijuca.

## Carreira

### Cinema

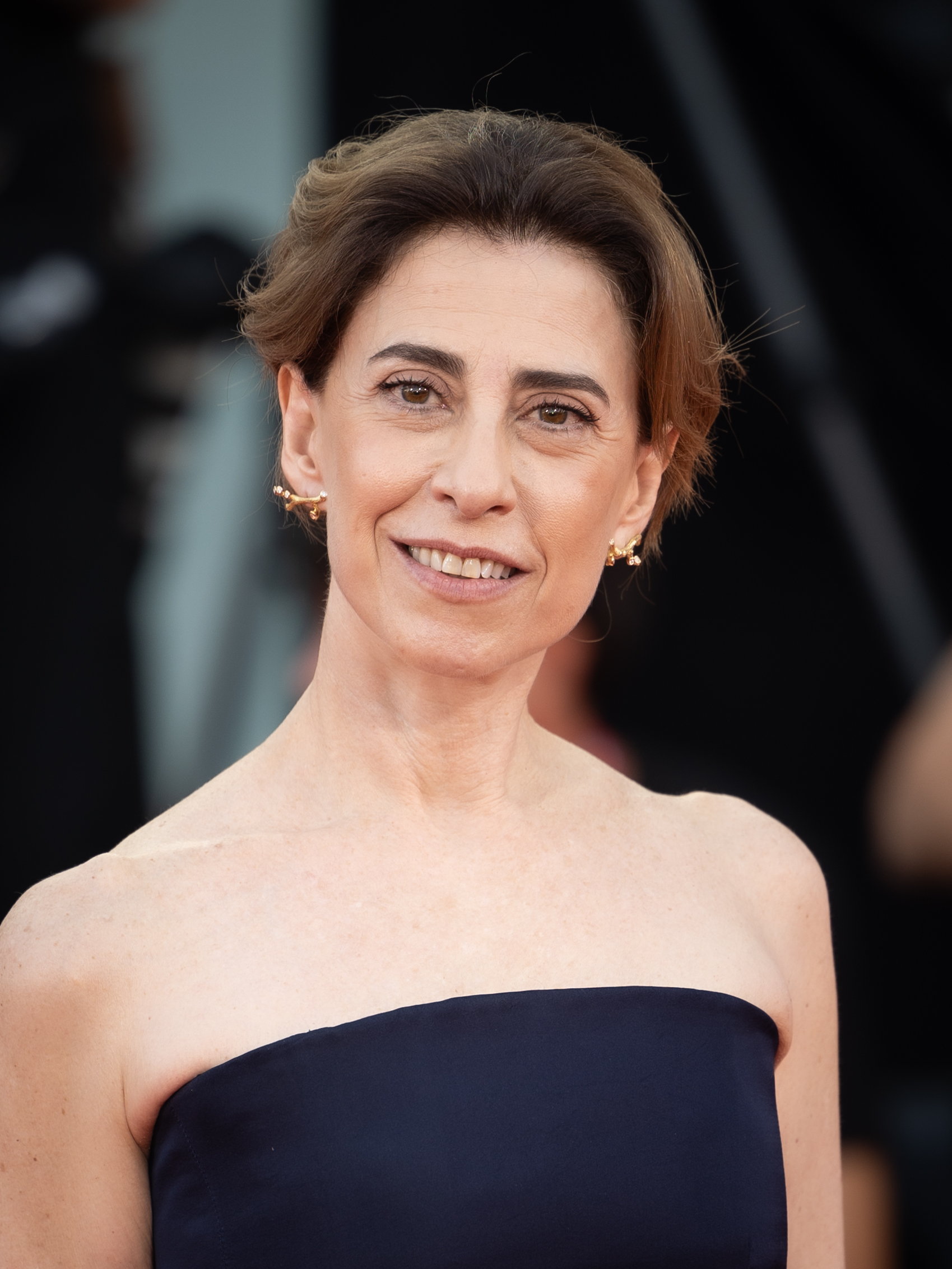
Torres durante o Festival de Veneza 2024

Sua estreia no cinema foi aos dezessete anos, em 1983, com o filme Inocência, baseado na obra do Visconde de Taunay e dirigido por Walter Lima Jr.. Ainda no cinema, esteve em A Marvada Carne (1985), de André Klotzel, que lhe rendeu o prêmio de melhor atriz no Festival de Gramado.
Entre os 24 filmes em que trabalhou – incluindo um curta-metragem e a participação no roteiro de Redentor (2004), dirigido por seu irmão, Cláudio Torres – destacam-se Eu Sei Que Vou Te Amar (1986), de Arnaldo Jabor, com o qual foi eleita melhor atriz nos Festivais de Cinema de Cannes e de Cuba; Com Licença, Eu Vou à Luta (1986) – melhor atriz no Festival de Cinema de Nantes (França) e indicação especial no Festival de Locarno (Suíça); One Man's War (A Guerra de um Homem, 1991), de Sergio Toledo, com Anthony Hopkins e Norma Aleandro; Terra estrangeira (1996), de Walter Salles e Daniela Thomas; O que é isso, companheiro? (1997) – filme de Bruno Barreto que concorreu ao Óscar de melhor filme estrangeiro em 1998; Gêmeas (1999) e Casa de Areia (2005), ambos dirigidos por Andrucha Waddington, seu marido. Seu trabalho em Casa de Areia foi o primeiro com sua mãe, Fernanda Montenegro.
Em 2024, deu vida a Eunice Paiva no filme biográfico Ainda Estou Aqui, trabalhando novamente com o diretor Walter Salles. Por seu desempenho, Fernanda recebeu o Globo de Ouro de Melhor Atriz de Drama e foi indicada ao Oscar de Melhor Atriz.

### Teatro

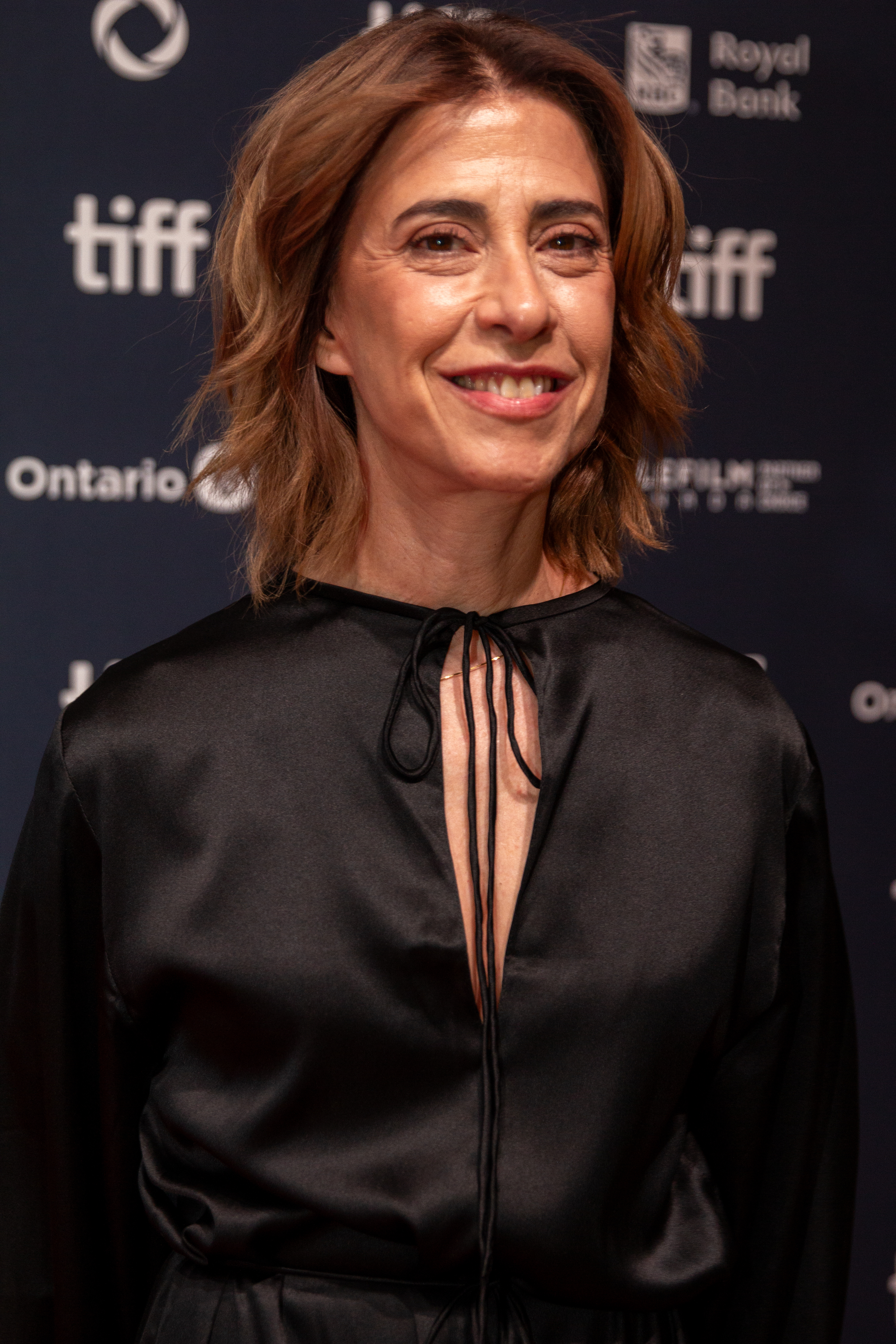
Torres no Festival de Toronto de 2024.

Aos treze anos, Torres entrou para a Escola de Teatro Tablado. Sua primeira atuação nos palcos foi em 1978, na peça Um Tango Argentino, de Maria Clara Machado. Torres atuou em mais de uma dezena de peças, tendo recebido muitos elogios por trabalhos como Orlando (1989), de Bia Lessa; Da Gaivota (1998), de Daniela Thomas; Duas Mulheres e um Cadáver (2000), de Aderbal Freire Filho; 5 x Comédia, de Hamilton Vaz Pereira.
Foi a primeira atriz da Companhia de Ópera Seca, fundada por Gerald Thomas, tendo atuado em três peças, entre elas The Flash and Crash Days (1991) - dividindo o palco com sua mãe - que foi apresentada em turnê nos Estados Unidos e em países europeus. Na sua longa trajetória teatral, destaca-se, entre outros, o monólogo A Casa dos Budas Ditosos, baseado no romance homônimo de João Ubaldo Ribeiro, que foi encenado entre 2003 e 2008, sendo visto por mais de dois milhões de espectadores e rendendo dois prêmios de melhor atriz, o Qualidade Brasil, na categoria Comédia, e o Prêmio Shell de 2004.

### Televisão

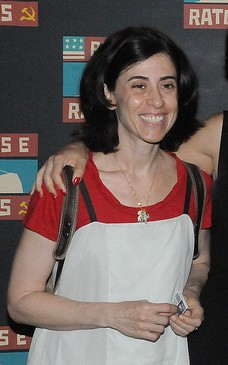
Fernanda Torres no lançamento do filme Reis e Ratos em 2012.

Em 1979, estreou na televisão no programa Nossa Cidade, da TVE, dirigida por Sérgio Britto. No mesmo ano, fez sua estreia na TV Globo, na série Aplauso, no episódio Queridos, Fantásticos Sábados, sob direção de Domingos Oliveira. A estreia em novelas aconteceu em 1981, aos 15 anos, quando viveu a personagem Fauna Rosa França em 30 capítulos de Baila comigo, de Manoel Carlos. Também nesse ano, interpretou Marília Ribeiro na novela Brilhante, de Gilberto Braga. Em seguida, assumiu o papel de Daisy Cantomaia em Eu Prometo (1983), de Janete Clair. Até que, em 1986, foi chamada para viver a protagonista Simone Marques no remake de Selva de Pedra, telenovela de Janete Clair. Ainda nos anos 1980, trabalhou na minissérie Parabéns Pra Você, de Bráulio Pedroso, sendo dirigida por Dennis Carvalho e Marcos Paulo; no Caso Especial O Fantasma de Canterville, uma adaptação do conto homônimo de Oscar Wilde, dirigida por Antônio Pedro; e no musical Concertos para a Juventude, dividindo a apresentação com o ator Paulo Guarnieri. O programa foi apontado pela Unesco como modelo para a divulgação da música clássica.
Com exceção da minissérie Luna Caliente (1999) – adaptação do romance do argentino Mempo Giardinelli, dirigida por Jorge Furtado – todos os trabalhos de Torres na TV, a partir dos anos 1990, foram pautados pelo humor. Em 1994, atuou em três episódios de Terça Nobre, bem como em cinco episódios de A Comédia da Vida Privada, em textos de Guel Arraes e Jorge Furtado. Contracenou, ainda, com Pedro Cardoso, Luiz Fernando Guimarães, Débora Bloch e Denise Fraga no humorístico Vida ao Vivo Show. Também estrelou dois videoclipes do grupo Os Paralamas do Sucesso dirigidos por seu marido Andrucha Waddington, "Ela Disse Adeus" e "Aonde Quer Que Eu Vá".
De 2001 a 2003, Torres protagonizou com Luiz Fernando Guimarães a série Os Normais que mostrava com humor e inovação de linguagem as situações cotidianas vividas pelo casal Rui e Vani. Os Normais, escrito pelo casal Alexandre Machado e Fernanda Young e dirigido por José Alvarenga Jr., se tornou um grande sucesso, chegando até a popularizar as calcinhas e sutiãs usados por Torres, e rendeu dois filmes, Os Normais - O Filme (2003) e Os Normais 2: A Noite Mais Maluca de Todas (2009). Em 2008, estrelou com Evandro Mesquita o quadro Sexo Oposto, exibido no Fantástico.
De 2011 até 2015, Torres protagonizou, ao lado de Andrea Beltrão, a série de comédia Tapas & Beijos. Em 2016, escreveu o roteiro do longa O Juízo, com sua mãe no elenco. Em 2018, confirmada na segunda temporada da série Sob Pressão, como Renata, a nova administradora do hospital. Como apresentadora, desenvolveu o projeto Minha Estupidez e Bicho Homem para a televisão, e o podcast A Playlist da Minha Vida, como entrevistadora e roteirista, na plataforma Deezer.

### Literatura
Em 2007, começou a escrever para jornais e revistas como cronista. Em 2014, lançou seu primeiro romance, Fim, que vendeu mais de 200 mil exemplares e foi traduzido para sete países. Em 2017, publicou A Glória e Seu Cortejo de Horrores, ambos pela editora Companhia das Letras. Fernanda escreveu roteiros de cinema e televisão e adaptou sua obra, Fim, para uma minissérie de 10 capítulos para a Globoplay.

## Vida pessoal

### Relacionamentos e filhos

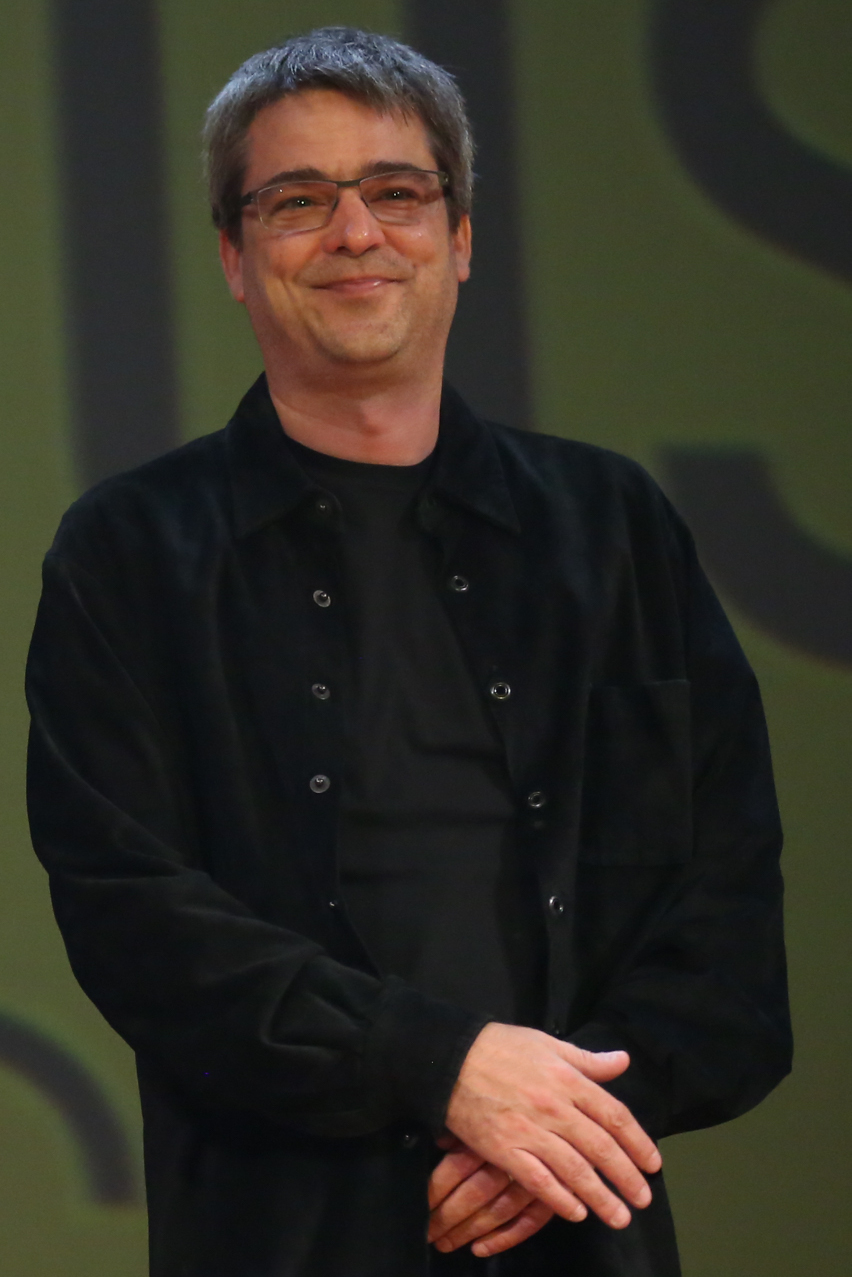
Andrucha Waddington, o marido de Fernanda Torres

Seu primeiro relacionamento amoroso foi aos 17 anos com o apresentador Pedro Bial, com quem morou junto durante três anos; no entanto, em virtude de constantes desentendimentos, separaram-se. Apesar do término, os dois mantêm amizade até os dias atuais, com Fernanda dedicando o primeiro capítulo de seu livro a Bial. Após alguns anos, começou a namorar o diretor de teatro Gerald Thomas, com quem viveu junto por quatro anos. Ela o conheceu enquanto ele dirigia uma peça em que Torres contracenava com sua mãe.
No relacionamento com Thomas, Torres morou em Nova Iorque e no Rio de Janeiro, já que o cônjuge viajava constantemente para os EUA. Em 1995 voltou a morar definitivamente no Brasil. No Rio, conheceu o cineasta Andrucha Waddington e começaram a namorar. Em 1998 foram viver juntos. Em 2000, nasceu o primeiro filho do casal, Joaquim. Em 2007, engravidou novamente, mas sofreu um aborto espontâneo. Logo depois, teve seu segundo filho, Antônio, em 2008. O casal se separou em 2009, devido ao estresse conjugal, e após um ano, tendo outros relacionamentos, voltaram a viver juntos em 2010.

## Trabalhos

### Teatro
| Ano       | Título                       | Personagem         | Fonte         |
| --------- | ---------------------------- | ------------------ | ------------- |
| 1978      | Um Tango Argentino           | Sem informação     | [ 27 ] [ 83 ] |
| 1980      | O Mito de Aukê               | Sem informação     | [ 83 ]        |
| 1981      | Pequenos Burgueses           | Sem informação     | [ 83 ]        |
| 1983–1985 | Rei Lear                     | Cordélia           | [ 84 ]        |
| 1989      | Orlando: A Biography         | Orlando            | [ 83 ]        |
| 1991      | The Flash and Crash Days     | Sem informação     | [ 85 ]        |
| 1993      | O Império das Meias Verdades | Porco              | [ 83 ]        |
| 1995      | Dom Juan                     | Sem informação     | [ 83 ]        |
| 1996–1998 | 5x Comédia                   | Vários personagens | [ 83 ]        |
| 1998      | Da Gaivota                   | Nina               | [ 83 ]        |
| 2000–2001 | Duas Mulheres e um Cadáver   | Ana                | [ 83 ]        |
| 2003–2008 | A Casa dos Budas Ditosos     | Baiana             | [ 83 ]        |
| 2009      | Deus é Química               | Sem informação     | [ 83 ]        |

### Literatura
| Ano  | Título                             | Editora              | Fonte  |
| ---- | ---------------------------------- | -------------------- | ------ |
| 2013 | Fim                                | Companhia das Letras | [ 86 ] |
| 2014 | Sete Anos: Crônicas                | Companhia das Letras | [ 87 ] |
| 2017 | A Glória e Seu Cortejo de Horrores | Companhia das Letras | [ 72 ] |